# Centruroides exilicauda
Espèce
Synonymes
- Buthus exilicauda Wood, 1863
- Scorpio californicus Girard, 1853
- Centruroides zweifeli Gertsch, 1958

Centruroides exilicauda est une espèce de scorpions de la famille des Buthidae.

## Distribution
Cette espèce est endémique du Mexique. Elle se rencontre en Basse-Californie et en Basse-Californie du Sud.

## Systématique et taxinomie
Cette espèce a été décrite sous le protonyme Buthus exilicauda par Wood en 1863. Elle est placée dans le genre Centruroides par Marx en 1890.
Centruroides sculpturatus a été placée en synonymie par Williams en 1976. Elle est relevée de synonymie par Valdez-Cruz et al. en 2004.

## Publication originale
- Wood, 1863 : « Descriptions of new species of North American Pedipalpi. » Proceedings of the Academy of Natural Sciences of Philadelphia, vol. 15, p. 107-112 (texte intégral).